# Tiberapoll

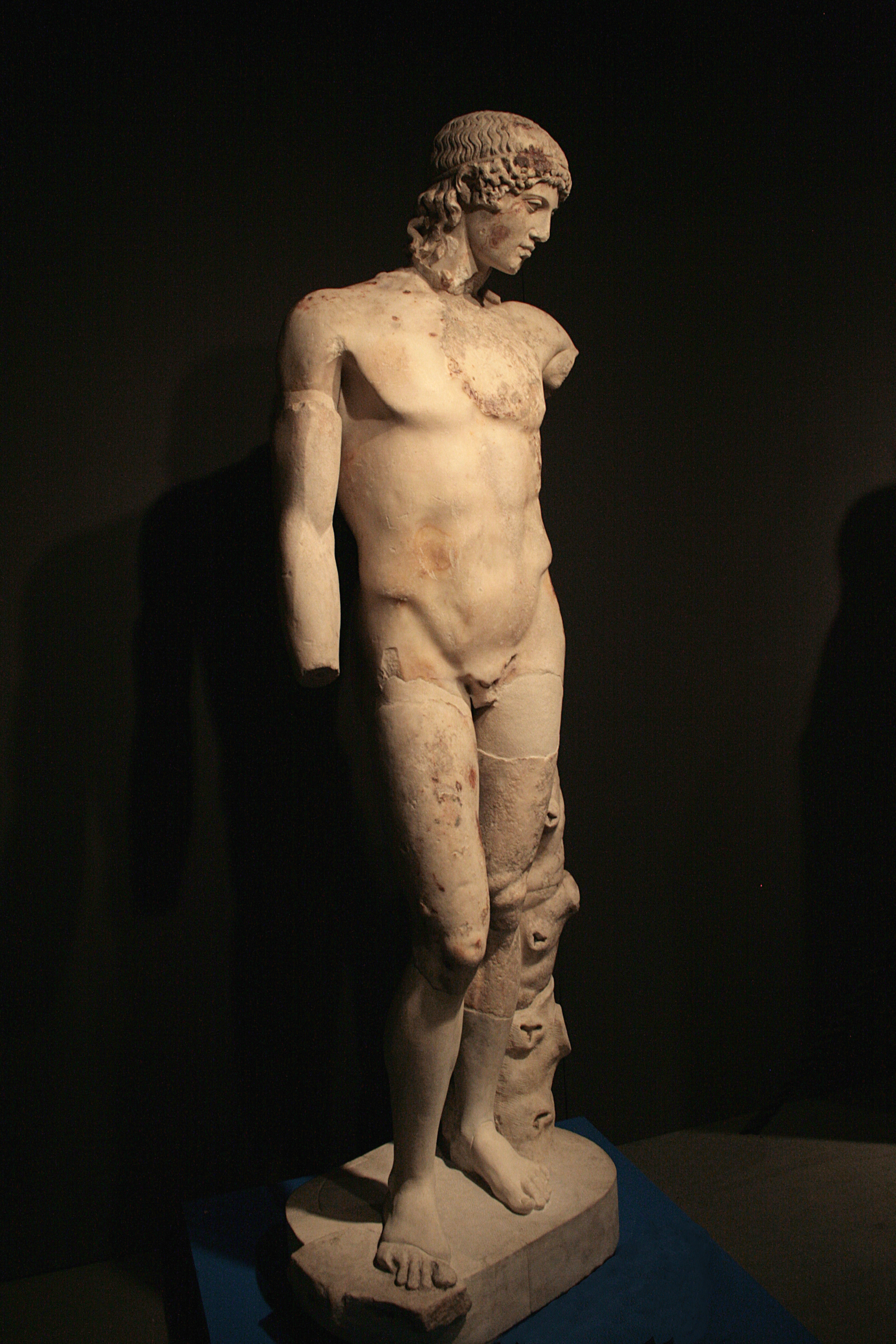
Der sogenannte Tiberapoll

Der Tiberapoll ist eine antike Statue. Es ist eine römische Marmorkopie eines um 460 v. Chr. entstandenen Originals aus der griechischen Frühklassik (Strenger Stil). Der Tiberapoll wurde 1891 im Bett des Tibers gefunden – daher auch der Name „Tiberapoll“ – und ins Museo Nazionale Romano nach Rom gebracht. Ergänzt werden musste an der Statue die rechte Schulter, der obere Teil des linken Schenkels, das rechte Bein samt Fuß, der linke Fuß und die Wade, die untere Hälfte der Stütze sowie der rechte Unterschenkel. Das Werk wird als mögliches Urbild für viele Werke des 2. Jahrhunderts angesehen. Der Gott wird nackt im klassischen Kontrapost gezeigt. Das linke ist das Stand-, das rechte das Spielbein. In der römischen Kopie ist dem linken Bein der Statue eine Statuenstütze zur Seite gegeben. Das lockige Haar auf dem leicht nach links geneigten Kopf wird durch eine Tänie in Form gehalten.
Schon kurz nach der Auffindung, noch in einer provisorischen Zusammensetzung der Statuenbruchstücke, wurden Abgüsse der Statue gefertigt, die zur großen internationalen Bekanntheit der Statue beitrugen. So finden sich heute Abgüsse in der Skulpturhalle Basel und den archäologischen Sammlungen der Universität Göttingen, der Universität Bonn und der Universität Erlangen.